# Trattspindlar
Trattspindlar (Agelenidae) är en familj i ordningen spindlar som omfattar mer än 500 arter i fler än 40 släkten. Dessa spindlar är så sociala att de har gemensam nätbyggning och -delning, kooperativ fångst av mat och omhändertagande av unga. Spindlar har dock inte tagit det sista steget i detta sociala bygge som till exempel myror, bin och getingar uppnått, där man har arbetare, och soldater.